# Courcelles (Nièvre)
Courcelles è un comune francese di 223 abitanti situato nel dipartimento della Nièvre nella regione della Borgogna-Franca Contea.

## Società

### Evoluzione demografica
Abitanti censiti